# 粵港澳大灣區警察協會
粤港澳大湾区警察协会，是中华人民共和国粤港澳大湾区下的警察组织，于2021年由粤港澳警方共同设立。大湾区警察协会的香港社团注册编号是0063361，註冊地址為湾仔警察总部警政大楼40楼；协会的广东省会址為珠海市淇澳岛淇沙湾酒店，于2021年2月6日揭牌开幕。

## 历史
2019年1月，广东副省长、公安厅长李春生透露，将会在珠海市淇澳岛设立「粤港澳大湾区警察交流中心」。
2021年1月，广东省公安厅曾开设「粤港澳大湾区警察协会」页面，但网页其后失效。
2021年2月6日，广东省社会组织管理局接受粤港澳大湾区警察协会登记备案，登记地址为珠海市香洲区吉大路4号，电话为
020-83111696。
2021年3月7日，全国政协委员、国家禁毒委副主任、香港警务处前处长曾伟雄向南方都市報表示大湾区粤港澳警方已成立了大湾区警察协会。他指出协会可從实务方面的警务合作，推广到理论方面的警务合作，最終以调研去预判未來狀況。